# Carlos Gómez Amat
Carlos María Gómez Amat (Madrid, 7 de febrero de 1926-ibíd., 4 de febrero de 2016) fue un periodista, escritor, crítico musical, profesor universitario, académico y musicólogo español.

## Biografía
Hijo del compositor Julio Gómez, se licenció en Filosofía y Letras por la Universidad Central de Madrid en 1948, Recibió formación musical en el Conservatorio de Madrid y contó entre sus profesores, además de a su propio padre, a Enrique Massó o la pianista, Julia Parody. Pronto se vinculó con la Cadena SER (1952-1988), donde dirigió varios programas de música y fue crítico, redactor musical y jefe de programación. Trabajó como crítico en otros medios, como el diario El Mundo; fue asesor para las discográficas RCA, Hispavox, la Universidad Hispanoamericana de La Rábida y para la Orquesta y Coro Nacional. Fue también profesor de literatura e historia en el Real Conservatorio Superior de Música de Madrid al inicio de los años 1950 y en la Universidad Nacional de Educación a Distancia en los años 1970 y 1980. De sus obras publicadas, destacan los libros La música española en el siglo XIX, Notas para conciertos imaginarios y Pequeña historia de la música (con Joaquín Turina, 1995) así como sus colaboraciones para varios diccionarios: Gran Enciclopedia Rialp, The New Grove Dictionary of Music and Musicians y The New Grove Dictionary of Opera.
Por su trabajo como crítico, redactor y asesor musical fue galardonado con la medalla de Oro al mérito a las Bellas Artes en dos ocasiones (1966 y 1997), al igual que por dos veces fue Premio Ondas(1966 y 1969); también recibió el Premio Nacional de Radiodifusión (1968), el de las Juventudes Musicales (1969) y el honorífico de la Sociedad General de Autores (1984). Fue miembro de la Real Academia de Bellas Artes de San Fernando, de la Real Academia de Bellas Artes de Nuestra Señora de las Angustias, de la dirección de la Sociedad Internacional de Música Contemporánea y comisario en el cincuentenario de la Orquesta Nacional de España (1992).